# مسجد ومدرسة بيارة
هو مسجد قديم أثري من مساجد العراق التراثية، ويقع على أحد سفوح جبال السليمانية في قضاء حلبجة بمنطقة بيارة حيث تحيطه الجبال من جميع الجهات، ويعتبر المسجد من المساجد التاريخية في محافظة السليمانية، وشيد في عهد الدولة العثمانية قبل حوالي 250 عام، ويعد من الأهمية الدينية لأحتواءهِ على مدرسة كمدرسة وجامع الأزهر في مصر، ويحتوي على عدة مراقد للصالحين ومن ملحقاته قاعات دراسية ومكتبة تحوي كتب قديمة، ومن ملحقاته محلات تجارية يبلغ عددها 15 محل، كما يحوي على مرقد روضة شاه شير مردان وضياء الدين ونجم الدين علاء الدين آل عثماني.
وتبلغ مساحة الجامع الكلية حوالي 3500م2، ويحوي مصلى بمساحة 400م2 (20م عرضا و20م طولا) ويتكون المبنى من طابقين يتوسطه المحراب وفي أعلاه منبر الإمام والخطيب وتعلو المبنى قبة كبيرة نقشت داخلها بالنقوش والزخارف وخطت بكتابة آيات قرآنية، وقبالة الحرم طارمة وساحة مسقفة بنيت من مادة الطابوق يقوم سقفها على أعمدة تعلوها أقواس جميلة، كما تعلو الحرم منارتين اسطوانيتين ذاتا حوض اسطواني، وفي الطابق الأعلى قاعات للدروس والوعظ الديني.
وتقام في الجامع الصلوات الخمس وصلاة الجمعة وصلاة العيدين.